# Vakuumska sisaljka
Vakuumska sisaljka ili vakuumska pumpa je sisaljka (crpka, pumpa) za postizanje i održavanje iznimno niskoga tlaka u vakuumskoj komori. Ove sisaljke služe za razrjeđivanje plinova, u prvom redu zraka da bi u nekom cilindru ili posudi postigao izvjestan podtlak ili vakuum (tlak manji od atmosferskog tlaka). Takve se sisaljke upotrebljavaju kod parnih strojeva i turbina, zatim u uređajima za kočenje (kod automobila, u industriji i za laboratorijske radove). Najčešće korištena vakuumska sisaljka je lamelna sisaljka (ponekad se naziva i Gaedova sisaljka). U šupljini željeznog valjka okreće se pomoću motora masivan manji valjak, smješten ekscentrično. Kroz njegov dijametralni prorez prolaze dvije lamele ili pomicaljke, rastavljene čeličnim perom, koje šupljinu rastavljaju u dva dijela. Jedan je dio u vezi s posudom iz koje se siše zrak, a drugi s vanjskom atmosferom. Kako se rotor (valjak) okreće, povećava se ulazni prostor, i kroz usisnu cijev struji zrak iz evakuiranog prostora. Kod toga se prostor na izlazu smanjuje, a zrak koji se u njemu nalazi tjera kroz ventil u vanjsku atmosferu. Da bi se povećalo brtvljenje ventila i ležaja osovine, cijela sisaljka smješta se u posudu s uljem. S ovakvom sisaljkom može se postići vakuum od 0,01 Pa. Da bi se postigao još veći vakuum, spajaju se dvije ovakve sisaljke u seriju, tako da druga sisaljka isisava prvu. To je onda dupleks sisaljka. 
Primjena visokih vakuuma je vrlo važna u industriji elektronskih cijevi kod kojih vakuum mora biti što veći. U optičkoj industriji vrši se prevlačenje zrcala za teleskope i reflektore isparavanjem aluminija u vakuuma.

## Vrste vakuumskih sisaljki
Prema načinu rada vakuumske pumpe dijele se u četiri glavne skupine.

### Mehaničke sisaljke
Mehaničke sisaljke temelje se na vrtnji (rotaciji) radnoga dijela koji periodički zahvaća određeni obujam (volumen) plina i izbacuje ga iz vakuumske komore. U toj skupini pumpi najučinkovitija je turbomolekularna pumpa, kojom se mogu postići tlakovi do 10–7 Pa.

### Mlazne sisaljke
Mlazne sisaljke nemaju pokretnih dijelova, već na temelju podtlaka koji se stvara na mjestu suženja mlaza fluida privlače čestice plina i povlače ih sa sobom do izlaza iz pumpe. Najjednostavnija je vodena sisaljka male učinkovitosti, a najučinkovitija difuzijska pumpa.

### Kondenzacijske sisaljke
Kondenzacijske sisaljke koriste pojavu kondenzacije plinova na ohlađenim plohama, obično u posebno oblikovanim posudama (stupicama) u koje se stavlja rashladna tekućina (na primjer ukapljeni dušik). Najučinkovitije su kriogene pumpe, kojima se može postići tlak od 10–11 Pa.

### Sorpcijske sisaljke
Sorpcijske sisaljke vežu čestice plina na nekoj plohi, najčešće uz prethodnu ionizaciju (ionska stupica). Ionsko-sublimacijska pumpa može postići tlak od 10–9 Pa. Kako većina sisaljki za postizanje visokoga vakuuma počinje djelovati na tlakovima od približno 0,1 Pa, što ovisi o pojavama na kojima se temelji njihov rad, obično se, prije početka rada, za postizanje potrebnoga tlaka primjenjuju dvije ili više pumpi.